# Strychnos atlantica
Strychnos atlantica är en tvåhjärtbladig växtart som beskrevs av Krukoff och Barneby. Strychnos atlantica ingår i släktet Strychnos och familjen Loganiaceae. Inga underarter finns listade i Catalogue of Life.